# Xã Arenzville, Quận Cass, Illinois
Xã Arenzville (tiếng Anh: Arenzville Township) là một xã thuộc quận Cass, tiểu bang Illinois, Hoa Kỳ. Năm 2010, dân số của xã này là 760 người.